# Validatie
Validatie is het controleren van een waarde of een methode op geldigheid of juistheid. In feite wordt door middel van verificatie of kwalificatie aan de hand van een aantal vooraf opgestelde eisen aangetoond dat een apparaat, systeem, wiskundig model of instrument met een grote mate van zekerheid in staat is de bedoelde resultaten op te leveren.

## Voorbeelden

### Informatica
Als in de informatica wordt gesproken over validatie, wordt er meestal een variabele gecontroleerd (in het Engels bekend als 'data validation'). Een voorbeeld van een eenvoudige validatie van een door een gebruiker ingegeven waarde voor een (Nederlandse) postcode, is de controle of de invoer uit vier cijfers en twee letters bestaat. Een meer geavanceerde validatie zal ook controleren of de postcode daadwerkelijk bestaat.
In systeem- (en software-)ontwikkeling houdt validatie ook in dat gecontroleerd wordt of het gebouwde systeem voldoet aan de verwachtingen van de gebruiker en de door de gebruiker gewenste functionaliteit uitvoert, terwijl met verificatie wordt gecontroleerd of het gebouwde systeem voldoet aan de gestelde eisen ('Software Quality Control'). Een eenvoudig ezelsbruggetje om validatie en verificatie uit elkaar te houden, is:
- Verificatie: men controleert of het systeem juist is gemaakt (zijn alle eisen verwerkt?)
- Validatie: men controleert of het juiste systeem is gemaakt (doet het wat de klant wil?)

Verificatie en validatie zijn afzonderlijke activiteiten die een verschillend doel dienen en horen ook beide uitgevoerd te worden.
Aangezien het erom gaat vooraf gedefinieerde verwachtingen en/of eisen te controleren, is het van belang vooraf deze eisen vast te leggen als richtlijn voor de validatie. Een dergelijk document wordt een URS of User Requirement Specifications genoemd. 

### Rechtswetenschap
In de rechtswetenschap spreekt men doorgaans van twee vormen van validatie: juridische validatie en technische validatie. Juridische validatie heeft betrekking op de bepaling van het gezag van juridische informatiesystemen als rechtsbron en als hulpmiddel bij de rechtsvinding.Technische validatie heeft betrekking op het bepalen van de volledigheid, de betrouwbaarheid en de consistentie van deze systemen.

### Gezondheidszorg
Sterilisatoren voor het steriliseren van medisch instrumentarium moeten volgens de Europese richtlijnen periodiek worden gevalideerd. Dat wil zeggen dat deze apparaten worden gecontroleerd op de effectiviteit en de reproduceerbaarheid van elk sterilisatieproces. Dit moet worden gedocumenteerd en bij controle van de Inspectie Gezondheidszorg en Jeugd en/of bij twijfels over een bepaald proces kunnen worden overgelegd.
Binnen een dergelijk validatieproject is er meestal sprake een drietal deelgebieden:
1. De IQ - ofwel Installation Qualification; hierbij wordt bijvoorbeeld gecontroleerd of bij een apparaat alle gewenste lampjes branden indien nodig, of alle knoppen en -benodigde- indicaties erop zitten en of de bediening is zoals beschreven (of de beschreven handeling ook het bijbehorende resultaat oplevert);
2. De OQ - ofwel Operational Qualification; waarbij wordt bepaald of het systeem bij de juiste instellingen ook het juiste resultaat (parameter) oplevert (bij een oven bijvoorbeeld de juiste temperatuur en vochtigheid), maar waarbij ook wordt getoetst of de benodigde alarmeringen ook daadwerkelijk optreden indien van toepassing;
3. De PQ - ofwel Performance Qualification; waarbij wordt bepaald of het systeem ook het gewenste eindresultaat oplevert (het product van de gewenste eigenschappen, de juiste uitkomst bij software, et cetera).

### Sociale wetenschappen
In bijvoorbeeld de psychologie en ergotherapie wordt gewerkt aan gevalideerde meetinstrumenten, bijvoorbeeld vragenlijsten of observatieprotocollen, waarmee op een gestandaardiseerde wijze feiten verzameld kunnen worden die door de tijd en tussen verschillende landen en culturen vergelijkbaar zijn.

### Vervoerbewijs
Het valideren van een vervoerbewijs is het geldig maken vóór of bij het begin van een rit of reis. Dit gebeurt bijvoorbeeld bij een valideertoestel, of doordat de reiziger iets invult op een vervoerbewijs.
Voorbeelden:
- Bij een vervoerbewijs dat een bepaalde tijd geldig is, bijvoorbeeld een uur of 24 uur: de tijd laten ingaan bij eerste gebruik, of de registratie van een overstap/hergebruik, waarbij gecontroleerd wordt of de tijd nog niet om is. Voor het geval de tijd omraakt tijdens een rit en het toegestaan is de rit in het betreffende voertuig af te maken dan legt het valideren vast dat deze rit op tijd begonnen is.
- Bij een meerrittenkaart: de eerste rit laten ingaan, of een rit voortzetten als boven, of als de tijd daarvan om is, een nieuwe rit laten ingaan.
- Bij sommige kaarten voor meerdere reizen naar keuze, bijvoorbeeld de Rail Pass van de NMBS: een reis invullen.

## Overig
Ook in andere vakgebieden speelt validatie een rol. Bijvoorbeeld bij het ontwikkelen van een simulatiemodel. De validatie is in dat geval het proces dat plaatsvindt na de kalibratie. Op basis van empirische data, die niet eerder zijn gebruikt voor de ontwikkeling van het model of voor de kalibratie, worden de modeluitkomsten getoetst. Wanneer model en werkelijkheid voldoende overeenstemming hebben, kan worden gesproken van een valide model.